# Jan Budtz
Jan Budtz (* 20. April 1979 in Hillerød) ist ein dänischer ehemaliger Fußballtorwart. Er spielte seit 2005 in England und war ab 2009 vorrangig bei unterklassigen Vereinen aktiv.

## Sportlicher Werdegang
Kurz nach seiner Verpflichtung vom dänischen FC Nordsjælland feierte der 1,93 Meter große Budtz, dessen Bruder Ole ebenfalls seinen Weg in den Profifußball fand, mit dem englischen Drittligisten Doncaster Rovers im FA Cup einen spektakulären Einstand, als er am 21. September 2005 im Duell gegen den Erstligisten Manchester City in der 105. Spielminute für den verletzten Andy Warrington eingewechselt wurde. Er parierte die Strafstöße von Antoine Sibierski und Richard Dunne im anschließenden Elfmeterschießen und stellte damit das überraschende Weiterkommen in die nächste Runde sicher. Diesem frühen Glanzpunkt folgte jedoch schnell der Alltag. Obwohl Budtz auch in der Football League One zu Beginn der Saison 2005/06 zu regelmäßigen Einsätzen kam, sorgte eine Handbruch im Januar 2006 dafür, dass er sportlich hinter dem eilig gekauften Alan Blayney zurückfiel. Nach dem Start der Spielzeit 2006/07 war Budtz hinter Ben Smith und Blayney sogar nur noch „dritte Wahl“.
Als sich der Zweitligist Wolverhampton Wanderers einer Verletztenserie bei seinen Torhütern konfrontiert sah, half Budtz im Januar 2007 bei den „Wolves“ aus und bestritt bis Ende April 2007 vier Ligabegegnungen. Kurz nach seiner Rückkehr nach Doncaster unterzeichnete er bei dem Drittligakonkurrenten Hartlepool United einen neuen Vertrag. In der Hinrunde der Saison 2007/08 verteidigte er stetig seinen Stammplatz, wurde dann aber in den letzten Monaten der Spielzeit nach einigen schwachen Vorstellungen durch Arran Lee-Barrett ersetzt und landete selbst im Reserveteam. Erst nach einem einmonatigen Leihengagement für Oldham Athletic zwischen Februar und März 2009 – das mit einer 2:6-Schlappe gegen die Milton Keynes Dons und einer Trainerentlassung endete – sammelte Budtz wieder dauerhaft Spielpraxis und bestritt nach seiner Rückkehr für Hartlepool noch einmal sieben Ligapartien. Dennoch entschied sich die Klubführung dazu, den Vertrag des dänischen Torhüters aufzulösen und stellte diesen frei.
Am 16. September 2009 fand Budtz mit Eastwood Town kurzzeitig einen neuen Klub, der in der Conference North – eine von zwei sechsthöchsten englischen Spielklassen – aktiv war. Im März 2010 trennten sich die beiden Parteien jedoch wieder, nachdem „finanzielle Unstimmigkeiten“ entstanden waren.
Bis 2021 folgten etliche andere Stationen im unterklassigen englischen Profi- und Halbprofifußball.